# Seibelsbach
Seibelsbach is een plaats in de Duitse gemeente Bromskirchen, deelstaat Hessen, en telt 55 inwoners (2007).